# Aetomylaeus
Aetomylaeus – rodzaj ryb chrzęstnoszkieletowych z rodziny orleniowatych (Myliobatidae).

## Rozmieszczenie geograficzne
Do rodzaju należą gatunki występujące w wodach oceanów – Atlantyckiego, Indyjskiego i Spokojnego.

## Morfologia
Długość ciała do 240 cm; masa ciała (największa opublikowana) 116 kg.

## Systematyka
Rodzaj zdefiniował w 1908 roku amerykański ichtiolog i herpetolog Samuel Garman w artykule poświęconym spodoustym i chimerom opublikowanym w czasopiśmie Bulletin of the Museum of Comparative Zoology at Harvard College. Gatunkiem typowym jest (oryginalne oznaczenie) A. maculatus.

### Etymologia
- Myliobatis: gr. μυλη mulē ‘młyn, żarna’; βατoς batos lub βατις batis ‘płaska ryba, zwykle stosowana w odniesieniu do płaszczki lub rai’[6]. Gatunek typowy (późniejsze oznaczenie): Myliobatis bovina Geoffroy St. Hilaire, 1817[4].
- Aetomylaeus: zbitka wyrazowa nazw rodzajów: Aetobatus Blainville, 1816 (Aetobatidae) i Myliobatis Cuvier, 1816; łac. przyrostek -eus ‘odnoszący się do’[6].
- Pteromylaeus: gr. πτερον pteron ‘skrzydło, wiosło’; rodzaj Aetomylaeus Garman, 1908[3][7]. Gatunek typowy (późniejsze oznaczenie): Myliobatis asperrimus Gilbert, 1898[8].

### Podział systematyczny
Do rodzaju należą następujące występujące współcześnie gatunki:
- Aetomylaeus asperrimus (Gilbert, 1898)
- Aetomylaeus bovinus (Geoffroy St. Hilaire, 1817) – orleń afrykański[9]
- Aetomylaeus caeruleofasciatus White, Last & Baje, 2015
- Aetomylaeus maculatus (Gray, 1834)
- Aetomylaeus milvus (Valenciennes, 1841)
- Aetomylaeus niehofii (Bloch & Schneider, 1801)
- Aetomylaeus vespertilio Bleeker, 1852)
- Aetomylaeus wafickii Jabado, Ebert & Al Dhaheri, 2022

Opisano również gatunki wymarłe:
- Aetomylaeus cojimarensis Iturralde-Vinent, Mora, Rojas & Gutierrez, 1998[10] (Ameryka Północna; miocen)
- Aetomylaeus cubensis Iturralde-Vinent, Mora, Rojas & Gutierrez, 1998[11] (Ameryka Północna; miocen)
- Aetomylaeus dixoni (Agassiz, 1843)[12]